# Oxydation de Parikh-Doering
L’oxydation de Parikh-Doering, du nom de Jekishan R. Parikh et William von Eggers Doering est une réaction en chimie organique d'oxydation des alcools primaires et secondaires en aldéhyde et cétone respectivement, on peut la qualifier d'oxydation ménagée des alcools. Cette réaction utilise le diméthylsulfoxyde (DMSO) en tant qu’oxydant, activé par un complexe de trioxyde de soufre-pyridine (SO3•C5H5N) en présence d'une base tel que la triéthylamine (TEA) ou la diisopropyléthylamine (DIPEA). Le DMSO peut servir de solvant en tant que tel pour la réaction, cependant il est courant d'utiliser un cosolvant en plus comme le dichlorométhane (DCM). Cette réaction est exothermique,. L'équation générale s'écrit ainsi :    
L'exemple suivant illustre comment l'oxydation de Parikh-Doering est mise à profit pour convertir un alcool en carbonyle.

## Mécanisme
Le diméthylsulfoxide possède deux formes de résonance dont une (1b) explicitant  à la fois le caractère électrophile de l'atome de soufre du DMSO et du caractère nucléophile de l'atome d'oxygène. La première étape se fait par une attaque nucléophile de l'atome d'oxygène du DMSO sur le trioxyde de soufre (2) menant à l'intermédiaire (3). Une seconde attaque nucléophile de l'oxygène de l'alcool (4) sur le soufre mène à un intermédiaire rapidement déprotoné par la pyridine (5) menant au composé (6).
La seconde étape du mécanisme met en jeu deux équivalents de base : un équivalent pour le sulfate de pyrrolidinium et un autre pour aboutir à l'ylure de soufre (7). La dernière étape se déroule selon un mécanisme intramoléculaire avec un état de transition en cycle à 5 chaînons, avec les électrons de la liaison σ C-H se rabattant sur la liaison C-O pour donner le carbonyle désiré (8) ainsi que du sulfure de diméthyle.
Ce mécanisme permet de constater que les principaux sous-produits de la réaction sont : le sulfure de diméthyle (DMS), le sulfate d'hydrogène pyrrolidinium, l'ion triéthylammonium.
On peut ainsi écrire l'équation bilan de la réaction :

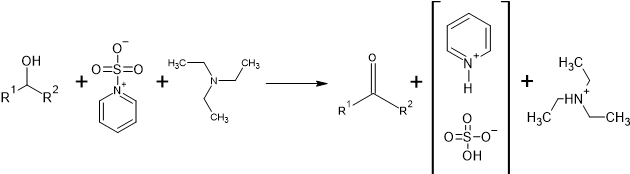
Avec R_{1} = Alkyle, Ar, ou H et R_{2} = Alkyle, Ar, ou H

## Applications
L'oxydation de Parikh-Doering représente une des alternatives possibles lorsque l'on a besoin d'une oxydation ménagée des alcools dans des conditions douces. Ainsi son utilisation pour la synthèse totale de molécules naturelles particulièrement sensibles est courante.

Il est à noter que sur l'exemple fourni ici, la réaction a été effectuée sur une échelle de l'ordre de la dizaine de mol
Une autre exemple d'utilisation de la réaction se fait dans cet exemple sur un dérivé de l’acide isopalmitique :
Ce fragment est ensuite assemblé pour former un macrocycle :
Ce macrocycle final est un depsipeptide cyclique utilisé pour lutter contre les tumeurs hypoxiques.

## Réactions secondaires
On peut par ailleurs observer que le proton en position beta du carbonyle voit son pKa chuter au cours de la conversion ; cependant, la réaction étant généralement menée avec un très grand excès de base, il est possible d'observer une attaque acido-basique sur ce proton. A partir de là plusieurs réactions issues sont possibles et dépendent entièrement des autres groupements sur la molécule oxydée : il peut y avoir une épimérisation du carbone en alpha si ce carbone s'avère être stérogène, une bêta-élimination de type E1cb dans le cas d'un bon groupe partant en position gamma du carbonyle ou un réarrangement intramoléculaire.
De plus, un certain nombre de produits secondaires non désirés sont possibles tels que la conversion de l'alcool en alkylsulfate : C-O-SO3H ou en éther méthyl(thiométhyléther) : R-O-CH2-S-CH3. Le premier cas arrive si le complexe de pyridine réagit avec l'alcool (une amine donnerait une réaction de sulfamation), on peut prévenir ce cas en faisant réagir le complexe avec le DMSO dans un premier temps. On diminue l’occurrence du second en utilisant un solvant moins polaire.

## Sélectivité et spécificité
Il est à noter que la réaction de Parikh-Doering possède une certaine réactivité pour les nucléophiles, cependant tous ne sont pas égaux à cet égard. Les nucléophiles les plus notables sont évidemment les alcools secondaires et primaires, mais également les amines primaires et secondaires, les amides et les phénols. Les alcools et amines tertiaires (comme la triéthylamine) ne démontrent pas de réactivité vis à vis de cette réaction, de même pour les indoles, les sulfures, les alkyles et vinyles stannates.
Pour le cas des groupes protecteurs, l'oxydation de Parikh-Doering offre des conditions orthogonales à ces derniers on peut citer par exemple les groupements suivants : MOM, TMS, TBS, tBu, Tr, Boc, Bn...
De plus, les groupements protecteurs sensibles aux hydrolyses basiques restes intactes grâce aux conditions anhydres requises de base.

## Discussion
L'oxydation de Parikh-Doering représente une des méthodes les plus courantes avec l'oxydation de Swern pour oxyder des alcools en carbonyle. Découverte en 1967 par Jekishan R. Parikh et William von Eggers Doering, elle succède à d'autres formes de réactions telles que l'Oxydation de Pfitzner-Moffatt. Cette méthode se démarque car elle représente l'une des premières méthodes d'oxydation ménagée avec des conditions douces. De manière générale, ces réactions font partie d'une famille de réactions d’oxydation mettant en jeu le couple redox (DMSO/Me2S) où le DMSO est activé par un puissant électrophile tel que le DCC : Oxydation de Pfitzner-Moffatt, l'anhydride acétique : oxydation de Albright–Goldman, ou bien avec du chlorure d'oxalyle ou de l'anhydride trifluoroacétique pour l'oxydation de Swern.
L’oxydation de Parikh-Doering présente un certain nombre d'avantages comparée à d'autres réactions d'oxydation :  
- la réaction dispose d'une bonne chimiosélectivité et d'une bonne chimiospécificité[2]
- Elle ne nécessite pas de température cryogénique et peut être menée dans une plage de température allant généralement de 0° à la température ambiante[1].
- Elle est adaptable au scale-up[3],[4],[10],[6].
- Elle possède un coût modéré, particulièrement en comparaison d'autres réactifs[4].
- Les sous-produits sont facilement séparables du brut réactionnel de manière générale[2].

Cependant, il est à noter que :
- Il est nécessaire d'apporter un grand, voire très grand excès de complexe, de base et de DMSO (dans le cas où ce dernier n'est pas le solvant). Certains exemples vont jusqu'à respectivement : 10, 40 et 120 équivalents[2].
- La réaction est exothermique, et peut si libérer du DMS sous forme de vapeurs, voire s'emballer

- La réaction est particulièrement sensible à l'humidité : en effet le trioxyde de soufre est extrêmement hygroscope, formant au contact de l'eau de l'acide sulfurique dans une réaction exothermique[2],[4].
- Le sulfure de diméthyle, la triéthylamine et la pyridine possèdent tous une odeur particulièrement désagréable avec un seuil de détection très bas, respectivement : 0.0098-0.02  ppm, 0.1-0.65 ppm et 0.04-20 ppm.

De plus, la réaction n'entre pas dans le cadre de la chimie verte : 
- Le pourcentage d'économie d'atomes de cette réaction ne dépasse les 50% que si la masse molaire du produit avoisine les 250 g/mol et les 70% autour de 600 g/mol dans le cas idéal de la stœchiométrie des réactifs. Dans la réalité, le pourcentage avoisine dans les meilleurs cas les 50% pour 1250g/mol et 70% pour les composés d'une masse molaire de 3000g/mol[4],[12]. Cependant un certain nombre de réactifs peuvent être recyclés, n'étant pas altérés structurellement (pyridine, triéthylamine) ou bien étant facilement séparables (sulfates, DMSO, DMS).
- Un certain nombre des réactifs et des sous-produits ne sont pas compatibles par ailleurs à cause de leur danger pour l'Homme : le trioxyde de soufre est particulièrement toxique et délicat à manipuler[13], le dichlorométhane est classé CMR[14], la triéthylamine est toxique[15] (liste non-exhaustive)[4].

Une façon de se débarrasser de l'odeur de DMS est de laver la verrerie avec un puissant oxydant pour le reconvertir en DMSO. L'eau de javel, le peroxyde d'hydrogène ou l'ozone sont des solutions possibles.